# 4-Hydroxybenzoesäurebenzylester
4-Hydroxybenzoesäurebenzylester ist eine chemische Verbindung aus der Gruppe der Parabene.

## Gewinnung und Darstellung
Die Verbindung kann durch Veresterung von p-Hydroxybenzoesäure mit Benzylalkohol oder durch Reaktion von Benzylchlorid mit dem Natriumsalz der p-Hydroxybenzoesäure hergestellt werden.

## Eigenschaften
4-Hydroxybenzoesäurebenzylester ist ein weißer geruchloser Feststoff, der löslich in Ethanol ist. Die Verbindung kann mit starken Alkalien Salze bilden und unterliegt der Hydrolyse sowohl durch Säuren als auch durch Laugen.

## Verwendung
4-Hydroxybenzoesäurebenzylester wird seit 1943 als Konservierungsmittel für Kosmetika verwendet. Es ist effektiver gegen Pilze und grampositive Bakterien als gegen gramnegative Bakterien. In der EU darf die Verbindung nicht mehr in Kosmetika eingesetzt werden.